# 責任ある薬物使用
責任ある薬物使用は、向精神薬物の使用に伴う利益を最大化し、リスクを最小化することを目指す。処方薬の流用ではない違法な向精神薬については、薬物の効能や純度が予測不可能かつ監視されていないこと、そして依存症、感染症、その他の副作用のリスクがあることから、違法な嗜好目的の薬物使用は本質的に無責任であると考える批評家もいる。
それでも、ハーム・リダクションの提唱者は、危険な状況、過剰摂取、薬物の危険な組み合わせを避けること、注射を避けること、しらふの状態では危険となる可能性のある活動と同時に薬物を使用しないことなど、アルコールの使用に適用されるのと同じ一般原則を適用することで、使用者が責任を持つことができると主張している。薬物使用は、潜在的に有益な活動であると同時に、潜在的にリスクを伴う活動であると考えられる。スカイダイビングや登山といった他の危険な活動と同様に、薬物使用に伴う様々なリスクは、教育、注意、そして常識といったハーム・リダクション戦略を用いることで最小限に抑えることができる。これらの提唱者たちはまた、禁止によって純度や効能がわかっている薬物が入手不可能になるなど、政府の行動（または不作為）によって人為的にリスクが増大し、責任ある薬物の使用が困難になっていると指摘している。

## ハーム・リダクション

妊娠中の禁酒を促すアルコール飲料のラベル

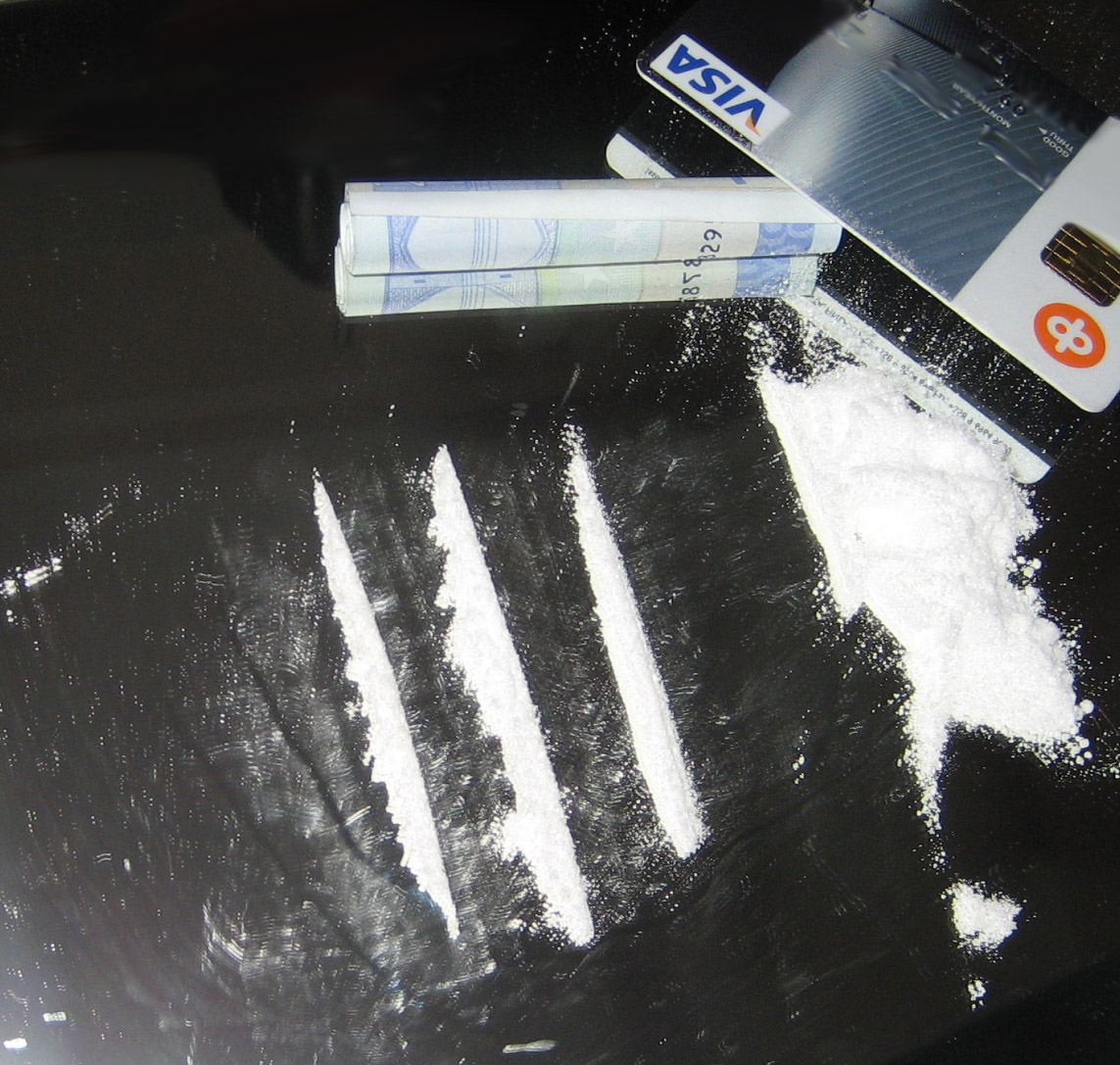
吸引によく使用される汚染された紙幣は、C型肝炎を感染させる可能性があるため、避けるべきである

責任ある薬物使用は、薬物のハーム・リダクション政策における主要な予防策として重視されている。ハーム・リダクション政策は、1970年代のカウンターカルチャーにおいて、薬物使用者に責任ある薬物使用と無責任な薬物使用の結果を説明する漫画が配布されたことから始まったが、1980年代後半に普及した。
薬物使用におけるハーム・リダクションは哲学として、静脈注射による薬物使用者間のHIV感染を最小限に抑えることを目的に1980年代に始まった。また、性行為によるHIV感染を防ぐため、コンドームの使用にも焦点が当てられた。ハーム・リダクションは非常に効果的であったため、研究者や地域の政策立案者は、C型肝炎など、薬物使用者が罹患しやすい他の疾患にもこの理論を適用した。
ロンドンのセント・メアリーズ病院のグラハム・フォスター教授は、「紙幣やストローの共有は重大なリスク要因であり、人々はより注意を払う必要がある。吸引によるC型肝炎感染リスクは注射針の共有よりも低いとはいえ、依然として存在する」と述べている。
ハーム・リダクションは、合法薬物（エタノール（酒）、カフェイン、ニコチンなど）と違法薬物（ヘロイン、コカインなど）を問わず、様々な薬物の使用によって生じる可能性のある危害を最小限に抑えることを目指す。例えば、薬物を注射する人は、適切な注射技術、毎回新しい滅菌済みの針と注射器の使用、滅菌水の使用、溶液を精製するための滅菌ミクロンフィルターの使用、注射部位の準備と薬物混合バイアル／容器の洗浄のための消毒パッドの使用、汚染物質の検査、そしてすべての注射器具の適切な廃棄を行うことで、自分自身と地域社会の人々の両方への危害を最小限に抑えることができる。
クラック・コカインなどの薬物についても、他のハーム・リダクション策が実施されている。一部の都市では、ピア・ヘルス・アドボケートが、清潔なクラック・パイプのマウスピースのチップを配布する活動に参加している。これは、唇や口に傷がある状態でパイプを共有することによるA／B／C型肝炎、およびHIV感染のリスクを最小限に抑えるためである。また、ボンコフスキー氏とメータ氏による研究では、注射針の共有と同様に、コカインを「吸引」するためのストローの共有も、C型肝炎などの血液疾患を拡散させる可能性があることが報告されている。
したがって、責任ある薬物使用者は、C 型肝炎や HIV などの血液媒介性ウイルスの地域社会全体への拡散を最小限に抑え、薬物関連の危害に対する自身のリスクの暴露を減らすように行動する。

### 監視付き注射施設（Supervised injection sites、SiS）
安全注射施設（safe injection sites）とも呼ばれる監視付き注射施設の提供は、注射薬物使用者に清潔な空間と清潔な備品（針、滅菌水、アルコール綿、その他の安全な注射に使用されるアイテムなど）を提供することで、ハーム・リダクションを前提として運営される。
カナダ、ブリティッシュコロンビア州バンクーバーは、市内でも最も貧困率が高い地域であるダウンタウン・イーストサイドに監視付き注射施設（SiS）の「Insite」（インサイト）を開設した。2003年に開設されたインサイトは、注射薬物使用に関連する多くの有害事象を大幅に減少させている。同施設の研究部門「The Centre of Excellence for HIV/AIDS」の調査によると、SiSは薬物関連犯罪の増加を伴うことなく、薬物依存からの離脱や治療を求める人々の増加につながることが示されている。加えて、路上における薬物関連器具（使用済み注射針など）の不法投棄を減らし、公共の場での注射行為を減少させる効果も確認されている。このプログラムは、最もリスクの高い薬物使用者を引きつけており、ダウンタウン・イーストサイド地域における注射針の共有を減少させる要因となている。施設内で発生した453件の薬物過剰摂取事例においては、医療スタッフが全員を救っている。
オランダの薬物政策では、薬物使用は法的問題ではなく、社会的・健康的問題とみなされているため、政府は薬物使用者が安全で清潔な環境で薬物を使用できるクリニックを開設した。使用者は清潔な注射針やその他の器具を利用でき、保健当局の監視下に置かれ、薬物依存症の治療を求める権利が与えられている。
このプロジェクトは、注射薬物使用者の死亡率とウイルス感染の減少という初期の成功を収めたため、スイス、ドイツ、スペイン、オーストラリア、カナダ、ノルウェーでも同様のプロジェクトが開始された。フランス、デンマーク、ポルトガルでも複数の薬物使用施設が開設された。

## 原則
ダンカン氏とゴールド氏は、禁止薬物を含む様々な薬物を責任ある形で使用するには、一連の原則を守る必要があると論じている。彼らや関係者は、薬物使用者は次のように行動すべきだと主張している。
- 服用している薬物の効果、リスク、副作用、法的地位について理解し、自ら学ぶ[16]
- 過剰摂取のリスクがある薬物を服用する際には、正確な投与量を計り、過剰摂取のリスクを減らすためのその他の予防策を講じる
- 可能であれば、使用前にすべての物質の純度と効能を確認するため、ドラッグ・チェッキングを行う
- ダークネット・マーケットでの購入などにより、可能な限り混ぜ物がされていない[16]純粋で高品質の薬物を入手するよう務める[17][18]
- 危険な状況や不慣れな場所では意識変容が不適切となりうるため、リラックスした安全な社会的状況でのみ薬物を使用する
- 自動車の運転や重機の操作を避け、酩酊中は、他者の安全や世話に直接的・間接的に責任を負う状況を避ける。また、他者に対して酩酊中の自動車運転をしないように促す
- 幻覚剤を服用する際にトリップシッター（シラフの付き添い人）に同伴してもらう
- 初めての薬物を服用する際には、まず少量から試す[19]
- 嗜好用薬物の意図する効果が得られる最小量を摂取する
- 嗜好薬物を適度に使用し[20]、使用量に適切な制限を設け、薬物使用が生活の他の側面（経済的・社会的責任など）に悪影響を及ぼさないようにする
- 薬物、特に正体不明の薬物や危険な相互作用が知られている薬物を混ぜたり併用したりしない
- 自分の健康と安全の責任を他人に委ねない
- 基本的な応急処置を理解し、薬物による緊急事態が発生した際にそれを適切に適用する責任を負う
- 薬物の注射を避けること。注射が避けられない場合は、滅菌針、ミクロンフィルター、滅菌水などの適切な備品を使用する
- 自分自身の薬物摂取行動や態度が他人、特に子供たちに影響を与えることを認識する[21]
- 妊娠中など、健康や体力上の理由で不適切な場合は薬物の使用を控える
- 薬物使用に関する個人の決定を尊重する
- 集団内において、他者に対して社会的に許容される代替の娯楽活動の代替案を提供することで、薬物使用がその集団の唯一の動機や関心にならないようにする
- 薬物への反応に個人差があることを考慮する[16]
- 精神活性薬物体験におけるセットとセッティングの複雑な影響を認識し、それに応じて行動する

提案されている倫理ガイドラインには、以下のようなものが挙げられる。
- 薬物を使用するよう誰かを騙したり、説得したりしない
- 使用している薬物の入手経路について、道徳意識を持つ

ダンカンとゴールドは、責任ある薬物使用には3つの責任領域があると述べています。
- 状況：危険な状況の回避など、薬物が合法的に使用される可能性のある状況への懸念。一人での使用を避け、強要による使用もしない。また、薬物使用自体が唯一の理由である場合は使用しないこと。
- 健康：過剰な投与量や危険な薬物の組み合わせを避けること。薬物使用による健康への影響の可能性を認識すること。依存につながる可能性のある薬物使用行動を避けること。また、過度のストレス下での娯楽目的の薬物使用は避けること。
- 安全：期待される効果を得るために必要な最小量の使用。支援的な仲間とのリラックスした環境でのみ使用。薬物の注射を避けること。また、複雑な作業中や、薬物が安全な機能を損なう可能性のある状況下での薬物使用は避けること。

## 批判と反論

### 健康と社会への影響
薬物使用とその使用者は、社会的に受け入れられないことが多く、社会経済的に疎外されることが少なくない。
薬物使用は仕事の遂行能力に影響を与える可能性がある。しかし、もしそうであるならば、薬物検査は必要ないはずだ。なぜなら、使用者の仕事の遂行能力は観察可能に低下し、それ自体が解雇の理由になるからである。アンフェタミン類、置換アンフェタミン類、その他の精神刺激薬を分別使用する場合、仕事の能力が実際に向上することがあり、それ自体がさらなる倫理的考察を生じさせる。

### 非合法性
非合法性は供給問題を引き起こし、生産・輸送コストをはるかに上回る価格を人為的に高騰させる。多くの薬物の純度と効力を評価することは、それらが違法であるため困難である。悪徳で規制されていない仲介業者は、利益に惹かれてこれらの貴重な商品の取引に参入し、使用者が薬物を安全に入手し使用する能力に直接影響を与え、回避可能なリスクを負わせる。純度が変動する薬物の用量設定は困難である。利益動機は、希釈剤で物質を薄める違法な販売者を利するため、低用量を期待していた使用者が「未加工」の純粋な薬物を入手した場合、過剰摂取につながる可能性がある。
コカインの取引を例にとると、コロンビアだけで年間2万人の死亡を引き起こしていると推定されている。このような事実を受けて、特定の違法薬物の購入の道徳性も疑問視されている。西側諸国のコカイン需要の増加は、毎年数十万の人々を家から追い出し、先住民がコカイン生産のために奴隷化され、麻薬カルテルがコカインの作物を守るために設置した対人地雷によって人々が殺害されている。 しかし、現在違法薬物取引によって引き起こされている死亡の大部分は、薬物が違法である状況下でのみ起こりうるものであり、一部の批評家は、それらを取り巻く暴力の原因は薬物の消費ではなく薬物禁止にあると非難している。 薬物の非合法性自体も、それらを使用する人々に社会的および経済的悪影響を与える可能性があり、薬物の生産と流通の法的管理は、これらの危険やその他の違法薬物使用の危険性を軽減する可能性がある。

### フェスティバルにおいて
フェスティバル文化において薬物が蔓延しているため、責任ある使用のための対策を講じる動きがますます高まっている。一部の音楽フェスティバル主催者は、責任ある薬物使用に関する情報提供や、危険な混ぜ物がされている薬物の廃棄のための薬物検査サービスを提供することを選択している。その結果、フェスティバルの医療スタッフ、福祉チーム、警察官の業務負担が大幅に軽減されたと報告されている。

## 関連団体
責任ある薬物使用とハーム・リダクションを世界中で推進するために、多くの組織が存在する。
賢明な薬物政策を求める学生 (SSDP) やドラッグ・ポリシー・アライアンス (DPA) のような団体は、主に薬物政策改革に関わる活動家グループであり、薬物に関する科学的研究を推進し、薬物使用や薬物使用者に対するスティグマや誤情報に対抗している。その他には、薬物使用者向けの薬物検査サービス（例：Energy Control、DrugsData）、監視付き注射サービス（例：Insite）、または情報源（例：ブルーライト (ウェブフォーラム)、エロウィド）として主に存在する団体もある。各国政府も、それぞれの管轄区域内で責任ある薬物使用への取り組みを開始している。アメリカ合衆国保健福祉省 (U.S. Department of Health and Human Services) は、同省の過量摂取防止戦略 (Overdose Prevention Strategy) の一環として、薬物乱用・精神衛生サービス局 (Substance Abuse and Mental Health Services Administration, SAMHSA) を通じてハーム・リダクションに取り組んでいる。
- ブルーライト (ウェブフォーラム)（英語版）
- エロウィド
- ダンスセーフ（英語版）[33][34]
- ドラッグ・ポリシー・アライアンス（英語版）[35]
- ハーム・リダクション・インターナショナル（英語版）[36]
- インサイト (薬物注射施設)（英語版）[37]
- 賢明な薬物政策を求める学生たち（英語版）[38]

### ハームリダクション
- ハームリダクションの歴史
- SOM.NIT // 嗜好薬物消費に伴うリスク低減
- ハームリダクションと薬物情報（カナダ国内のリソースを含む）

### 責任ある薬物使用のウェブサイト
- ConsumeResponsibly - 大麻
- RollSafe - MDMA
- TripSafe - サイケデリック